# Jacoby Shaddix
Jacoby Dakota Shaddix (Mariposa, California; 28 de julio de 1976) es un músico estadounidense, vocalista y líder de la banda de rock Papa Roach, así como de la banda post-hardcore Fight the Sky, bajo el nombre de "John Doe". Shaddix fue también, durante 2007, el presentador del programa de MTV Scarred.

## Biografía
También es conocido por Coby Dick (utilizado en el álbum Infest) y Jonny Vodka pero solo utiliza Coby Dick desde el 2001, aunque también se ha autodenominado Dakota Gold. Jacoby también trabajó en una banda Post-Hardcore, Fight The Sky, donde utiliza el nombre John Doe. No hubo más información desde 2004 También trabajó como presentador para el programa de MTV Scarred.
Jacoby Shaddix estudió en Vacaville High School en Vacaville, California.
Shaddix tiene tres hijos con Kelly Shaddix (casados el 17/07/96), Makaile Cielo Shaddix (nacido el 24 de marzo de 2002) , Jagger Monroe Shaddix (nacido Sep 13, 2004) y Brixton Gabriel Shaddix (nacido Sep 17, 2013).

## Primeros años de vida
Los padres de Jacoby se divorciaron cuando él tenía seis años. Shaddix tiene 2 hermanos menores, Trevor y Bryson. En su juventud viajó a Vacaville High School, donde tocaba el clarinete en la orquesta de la escuela. Una vez que conoció a Dave Buckner fundaron Papa Roach en 1993. Shaddix comenzó tocando la batería, pero descubrió rápidamente que Dave era mucho mejor que él. Shaddix entonces decidió optar por el bajo, pero debido a la localidad algo peligrosa en la que vivía, fue víctima de un asalto en donde le robaron su instrumento. Después de esto empezó a cantar. A los 17, Shaddix empezó a trabajar como lavaplatos para poder financiar su apartamento junto a un amigo. Después de este trabajo, cambió a portero en un hospital hasta que lo dejó todo para dedicarse a Papa Roach en 1999, que era lo que realmente le gustaba hacer.

## Fight the Sky (2002–2004)
Shaddix fue cantante principal de una banda post-hardcore llamada Fight the Sky de 2002 a 2003 bajo el nombre de 'John Doe'. La banda estaba destinada a ser un proyecto paralelo de Shaddix donde podría mostrar el lado más pesado de su voz. La formación de la banda consistió en Shaddix como el cantante principal, Wade Khail como el guitarrista principal y vocalista de apoyo, Ali Abrishami como el bajo guitarrista y vocalista y Jay Ingram en la batería y la percusión. La banda había firmado un contrato discográfico con Papa Roach, su propio sello El Tonal Records, y entró en los estudios de Velvet Tone en Sacramento, California para grabar su álbum de debut Seven Deadly Songs entre enero y febrero de 2004. No se han hecho actualizaciones públicas sobre alguna fecha de lanzamiento de algún futuro álbum de Fight the Sky.

## Vida personal
El 19 de julio de 1997, Shaddix se casó con su novia del instituto, Kelly Shaddix, con quien tiene tres hijos: Makaile Cleio Shaddix, nacido el 24 de marzo de 2002, Jagger Monroe Shaddix, nacido el 13 de septiembre de 2004 y Brixton Gabriel Shaddix, nacido el 17 de septiembre de 2013. Jacoby ha tenido una fuerte relación con su esposa Kelly. Ha escrito acerca de su relación disfuncional en las canciones She Loves Me Not, Time and Time Again y Descompression Period. Jacoby regularmente se lleva a Kelly y a sus hijos de gira con él. Hoy día confiesa su Fe Cristiana después de haber tenido tantos problemas con la drogadicción y el alcohol dejando todo eso atrás para servirle a Dios.

## Discografía
| Álbumes de estudio - 1997: Old Friends from Young Years - 2000: Infest - 2002: Lovehatetragedy - 2004: Getting Away With Murder - 2006: The Paramour Sessions - 2009: Metamorphosis - 2010: Time For Annihilation - 2012: The Connection - 2015: F.E.A.R. (Face Everything and Rise) - 2017: Crooked Teeth - 2019: Who Do You Trust? - 2022: Ego Trip | Compilaciones - 2010: ...To Be Loved: The Best of Papa Roach Álbumes en vivo - 2005: Live & Murderous In Chicago - 2008: Crüe Fest | Sencillos - «Last Resort» - «Broken Home» - «Between Angels and Insects» - «She Loves Me Not» - «Time and Time Again» - «Getting Away With Murder» - «Scars» - «Take Me» - «...To Be Loved» - «Forever» - «Time Is Running Out» - «Reckless» - «Even If It Kills Me (canción de Papa Roach)» | - «Hollywood Whore» - «Lifeline» - «I Almost Told You That I Loved You» - «Had Enough» - «Kick In The Teeth» - «Burn» - «No Matter What » - «Still Swinging» - «Before I Die» - «Leader of the Broken Hearts» - «Help» |

## Apariciones
- 2003 – "Anxiety" – Black Eyed Peas álbum, Elephunk
- 2003 – "Conquer The World" – Die Trying álbum, Die Trying
- 2003 – "Oxygen's Gone" – The video of Die Trying's single
- 2003 – "Come Apart" – Reach 454 album, Reach 454
- 2003 – "Don't Look Back" – Biker Boyz Soundtrack (feat. N.E.R.D)
- 2005 – "Forever In Our Hearts" – Tsunami Relief single
- 2005 - "The invited(Conjuring)" Papel Sec."Thomas".
- 2006 – "America" – X-Clan album, Return From Mecca
- 2006 – "Phoenix and the Fall" – Fight of Your Life
- 2007 – "Forgot How To Love" – Mams Taylor
- 2007 – Scarred, programa de MTV.
- 2008 – "Saints of Los Angeles" – Mötley Crüe álbum, Saints of Los Angeles
- 2010 - "Smoke On The Water" - Carlos Santana, álbum Guitar Heaven ... The Greatest Guitar Classics of All Time
- 2011 - "Warning" - Skindred álbum, Union Black.
- 2012 - "Not the End of the world" - Shannaz
- 2011 - "On fire" - P.O.D., Álbum: Murdered Love (aparición en el video musical).
- 2015 - "Runaway" - Coldrain álbum, Vena
- 2016 - "This Light I Hold" - Memphis May Fire álbum, This Light I Hold
- 2017 - "Don't Stop" - Nothing More
- 2018 - "The Reckoning" - Within Temptation
- 2019 - "Sworn Apart" - Mark Morton
- 2019 – "Wolf Totem" – The HU
- 2020 – "Heart Of A Champion (ft. Spencer Charnas)" – Hollywood Undead álbum, New Empire, Vol. 2
- 2021 – "Untouchable" – Atreyu álbum, Baptize
- 2021 – "Hip To Be Scared" – Ice Nine Kills álbum, The Silver Scream 2: Welcome to Horrorwood
- 2021 - "White Room" - Apocalyptica